# Hoplolatilus purpureus
Hoplolatilus purpureus är en fiskart som beskrevs av Burgess, 1978. Hoplolatilus purpureus ingår i släktet Hoplolatilus och familjen Malacanthidae. Inga underarter finns listade i Catalogue of Life.